# Amazone- en Nicaraguadreef en omgeving
De Amazone- en Nicaraguadreef en omgeving is een wijk in Overvecht in Utrecht. In 2009 telde de wijk 6141 inwoners.

## Ligging
De wijk wordt begrensd door de rivier de Vecht, de Franciscusdreef, de Rio Brancodreef, de Carnegiedreef en de Einsteindreef. Omliggende wijken zijn Zamenhofdreef en omgeving, Bedrijvengebied Overvecht, Tigris- en Bostondreef en omgeving en Zambesidreef en omgeving. In de wijk bevond zich het Antonius Ziekenhuis Overvecht. Het is de grootste wijk van Overvecht.
Amazone- en Nicaraguadreef en omgeving · Bedrijventerrein Nieuw Overvecht · Neckardreef en omgeving · Poldergebied Overvecht · Taag- en Rubicondreef en omgeving · Tigris- en Bostondreef en omgeving · Wolga- en Donaudreef en omgeving · Zamenhofdreef en omgeving · Zambesidreef en omgeving